# Rachel Seiffert
Rachel Seiffert (geboren 1971 in Oxford) ist eine britische Schriftstellerin.

## Leben
Rachel Seiffert stammt aus einer deutsch-australischen Familie und wurde zweisprachig erzogen. 2007 wurde sie an der Universität Glasgow promoviert. 
Ihr erster Roman, Die dunkle Kammer (2001), wurde für den Booker-Preis nominiert und gewann 2002 den Betty-Trask-Award. Cate Shortlands Verfilmung des Buches unter dem Titel Lore hatte 2012 Premiere. Auf Die dunkle Kammer folgten 2004 die Kurzgeschichtensammlung Feldstudien und 2007 mit Danach ein weiterer Roman. 2011 erhielt sie den „E. M. Forster Award“ der American Academy of Arts and Letters. Seiffert wird aufgrund ihres subtilen Prosastiles mit Katherine Mansfield verglichen.
Sie wohnt mit ihrer Familie in London.

## Werke (Auswahl)
- A Boy in Winter. 2017
- The Walk Home. Virago 2014
- Afterwards. New York : Pantheon Books 2007
  - Danach. Aus dem Engl. von Barbara Heller. München : Knaus 2007
- Field study. New York : Pantheon Books 2004   
  - Feldstudien. Aus dem Engl. von Barbara Heller. München : Knaus 2004
- The dark room. New York : Pantheon Books 2001
  - Die dunkle Kammer. Aus dem Engl. von Olaf Matthias Roth. Berlin : Ullstein 2001
- Once the Deed Is Done. Virago 2025